# محمد اوشاغی
محمد اوشاغی (ترکی آذربایجانی: Məmməduşağı) یک منطقهٔ مسکونی در جمهوری آرتساخ است که در استان شاهومیان واقع شده‌است.